# London Metal Exchange

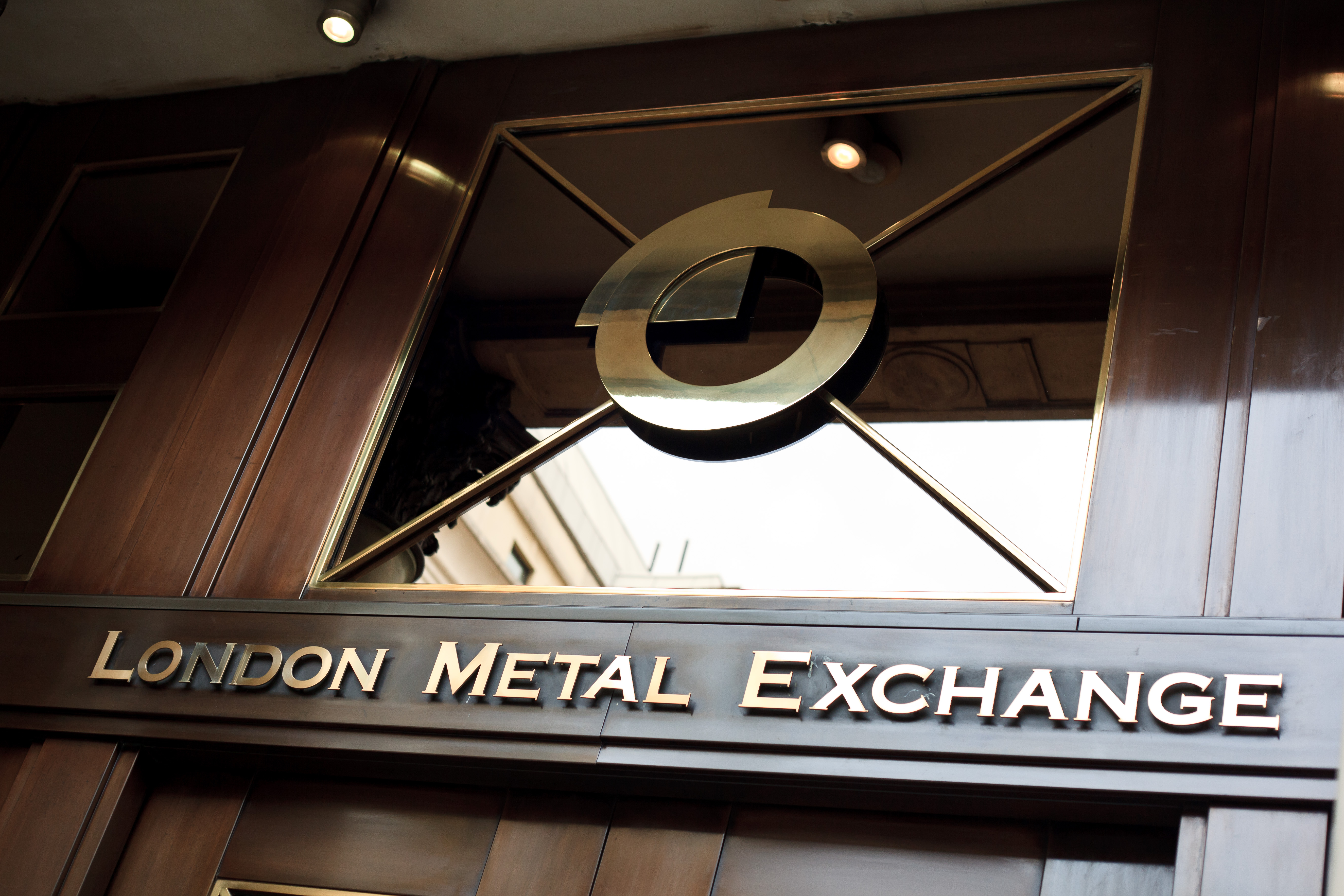

London Metal Exchange eller LME är världens ledande marknad för handel med terminskontrakt för basmetaller och andra metaller. På LME handlas kontrakt med löptider från en dag till 3 månader, men även längre kontrakt handlas upp till 10 år för bl.a. koppar. LME erbjuder möjligheten att antingen "ta" eller göra sig av med risk genom att erbjuda hedging, globala referenspriser och möjlighet att fysiskt leverera metaller till marknaden som en "market of last resort".